# Instituto de ciencia y tecnología agrícolas
 (octobre 2015).

L'Instituto de ciencia y tecnología agrícolas (ICTA) (Institut de science et technologie agricoles) est un institut de recherche agronomique guatémaltèque dont le siège est situé à Villa Nueva (département de Guatemala).
C'est un établissement public fondé en 1972 et rattaché au ministère de l'Agriculture, de l'Élevage et de l'Alimentation (Ministerio de Agricultura, Ganadería y Alimentación) (MAGA).

## Organisation
L'ICTA dispose de plusieurs directions régionales :
- Unidad Central de Innovación Tecnológica - UCIT à Villa Nueva (unité de gestion et coordination nationale),
- Centro de Innovación Tecnológica del Norte - CINOR à San Jerónimo,
- Centro de Investigación del Sur - CISUR à Puerto de San José,
- Centro de Innovación Tecnológica del Oriente - CIOR à Zacapa,
- Centro de Investigación del Altiplano - CIAL  à Quetzaltenango.

## Banques de gènes
L'ICTA est chargé de la conservation de ressources génétiques végétales pour diverses espèces et variétés considérées comme importantes pour l'agriculture du pays, notamment le maïs et le haricot, de diverses espèces d'arbres fruitiers indigènes et introduit des plantes comme la cannelle, la vanille et le piment. Cette activité, menée en complémentarité avec d'autres institutions scientifiques guatémaltèques, comme la faculté d'agronomie de l'université de San Carlos et l'Instituto Nacional de Bosques (INAB, Institut national des forêts), consiste en la maintenance de banques de gènes sous la forme de collections de graines ou de collections de cultures au champ. Bien que ces institutions disposent d'installations de taille modeste, cette activité est considérée comme importante dans la mesure où le Guatemala fait partie du centre d'origine et de diversité de plusieurs espèces végétales importantes sur le plan mondial.
Les collections de germoplasme maintenues par l'ICTA concernaient en l'an 2000 les taxons suivant : Amaranthus spp.,  Crotalaria spp., Cucurbita argyrosperma, Cucurbita ficifolia, Cucurbita moschata, Cucurbita pepo, Lippia alba, Lippia dulcis,  Lycopersicon esculentum var. cerasiforme, Oryza sativa, Phaseolus spp., Physalis spp., Solanum nigrum, Solanum tuberosum, Sorghum vulgare, Tagetes lucida, Triticum spp., Zea mays.
L'ICTA figurent parmi les institutions fondatrices, en 1997, de la Red mesoamericana de recursos Fitogenéticos (REMERFI, Réseau mésoaméricain de ressources phytogénétiques), dont l'agence exécutive est l'Institut interaméricain de coopération pour l'agriculture (IICA).